# Dragojla Jarnević
Dragojla Jarnević (también escrito Jarnjević), (Karlovac, 1813 - Karlovac, 1875) fue una poeta y profesora croata. Miembro del Movimiento Ilirio, fue famosa por escribir sobre los derechos de las mujeres. También es conocida por ser una pionera del montañismo y escaladora, famosa por escalar la roca de Okić (stijena Okića).